# Estoer
Estoer ([əstu'e], oficialment en francès Estoher) és un municipi del Conflent, a la Catalunya del Nord. El terme d'Estoer conté aquest poble i dos antics llocs, actualment despoblats: Llec i Seners.

## Etimologia
En una llarga i detallada explicació Coromines estableix que l'origen d'Estoer és un antropònim visigot, Astoarius, format per dos ètims germànics, ansti i wari que indicarien la pertinença de la vall a un personatge germànic.

## Geografia

### Localització i característiques generals del terme

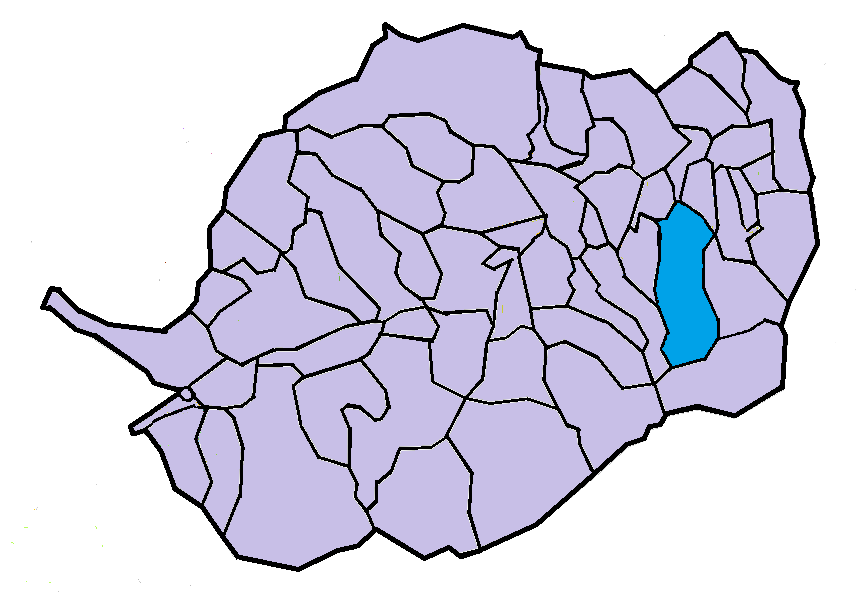
Situació de la comuna d'Estoer en el Conflent

El terme comunal d'Estoer, de 260.800 hectàrees d'extensió, és situat a la dreta de la Tet, lluny d'aquest riu, a la zona sud-oriental de la comarca del Conflent.
És un terme estret de llevant a ponent i allargassat de nord a sud. L'extrem meridional de la comuna és en ple Massís del Canigó, molt a prop del cim del Canigó, mentre que l'extrem septentrional és proper a la Tet. La integritat de la comuna és la vall mitjana i alta del riu Llec. Limiten aquesta vall, i la comuna, per tant, les muntanyes dels contraforts nord-est del Canigó: la Cresta de Barbet, de 2.489 m alt, el Ras de Prat Cabrera, el Puig dels Becís, etc. D'altra banda, una alta carena separa les valls del Llec i de la Lentillà, amb cims com ara la Socarrada, Roc Mosquit, Pic de Pradells i Roc de la Collada, a l'oest, i la Collada del Teixó, el Roc de Jocavell, el Coll de la Gallina i el Puig dels Moros a l'est.
Termes municipals limítrofs:
| Clarà i Villerac | Els Masos / Marqueixanes / Espirà de Conflent | Finestret   |
| Taurinyà         |                                               | Vallestàvia |
|                  | Vallmanya                                     |             |

### El poble d'Estoer

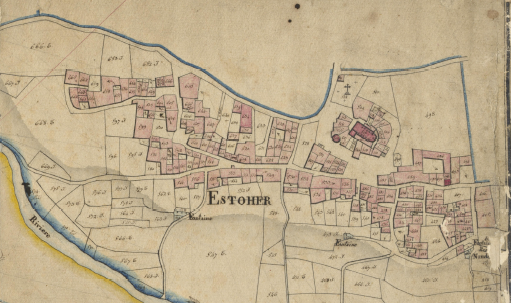
Estoer en el Cadastre napoleònic del 1812 (Arxius Departamentals dels Pirineus Orientals)

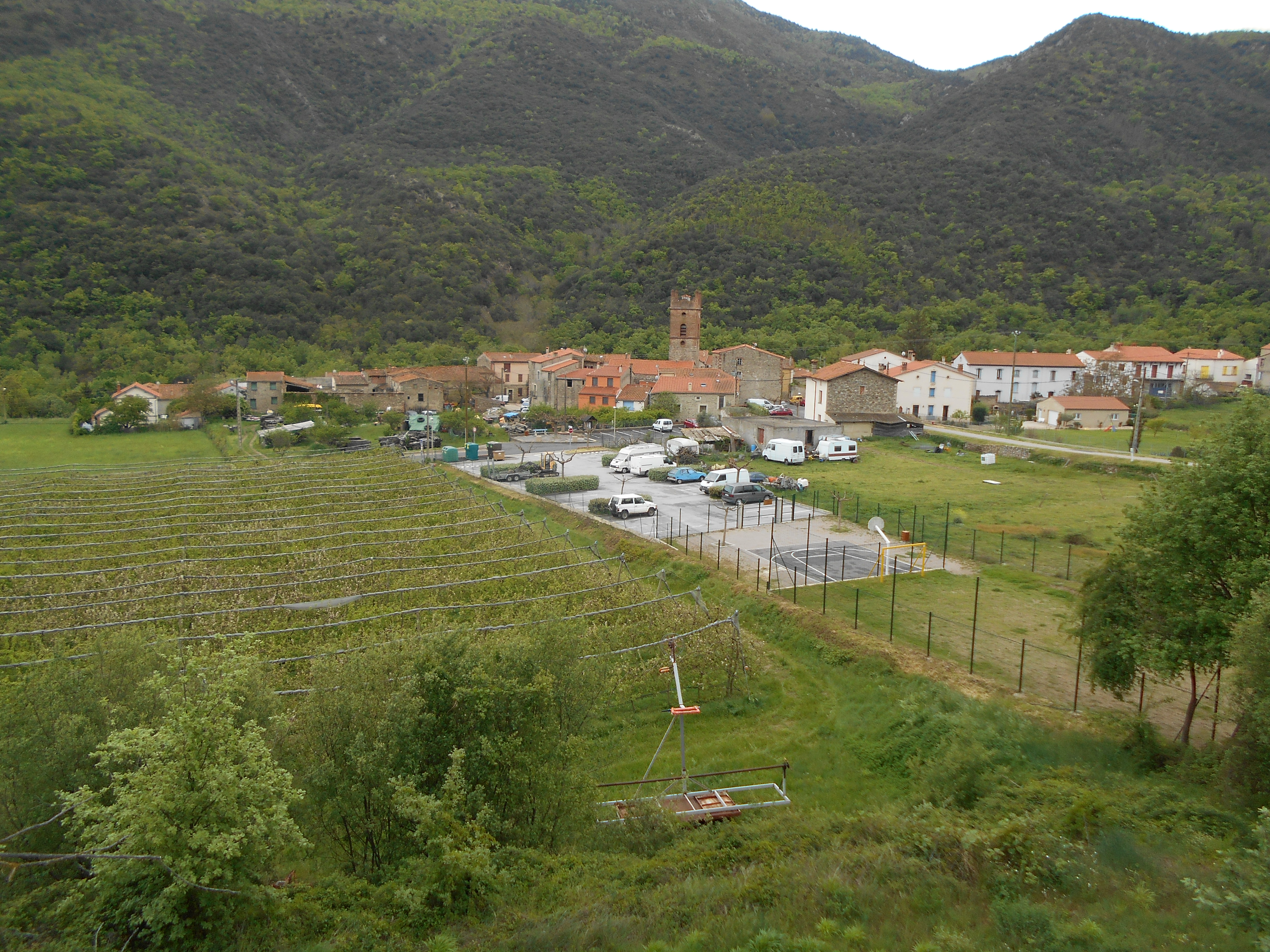
L'allargassat poble d'Estoer; el Colomer i la Ferreria, a la dreta

El poble d'Estoer està situat a prop de l'extrem nord de la seva comuna, a l'esquerra del Llec, molt a prop (menys de 2 quilòmetres) de la població d'Espirà de Conflent. El poble actual és allargassat de nord-est a sud-oest, paral·lel al curs del riu, una mica per damunt seu, però. A la zona central - nord del poble es conserva la cellera primigènia d'Estoer, amb les cases encerclant, en una forma quasi circular, l'església parroquial de Sant Esteve. El poble actual és fruit del creixement des del nucli primigeni sobretot en els segles XIX i XX.

### La Ferreria

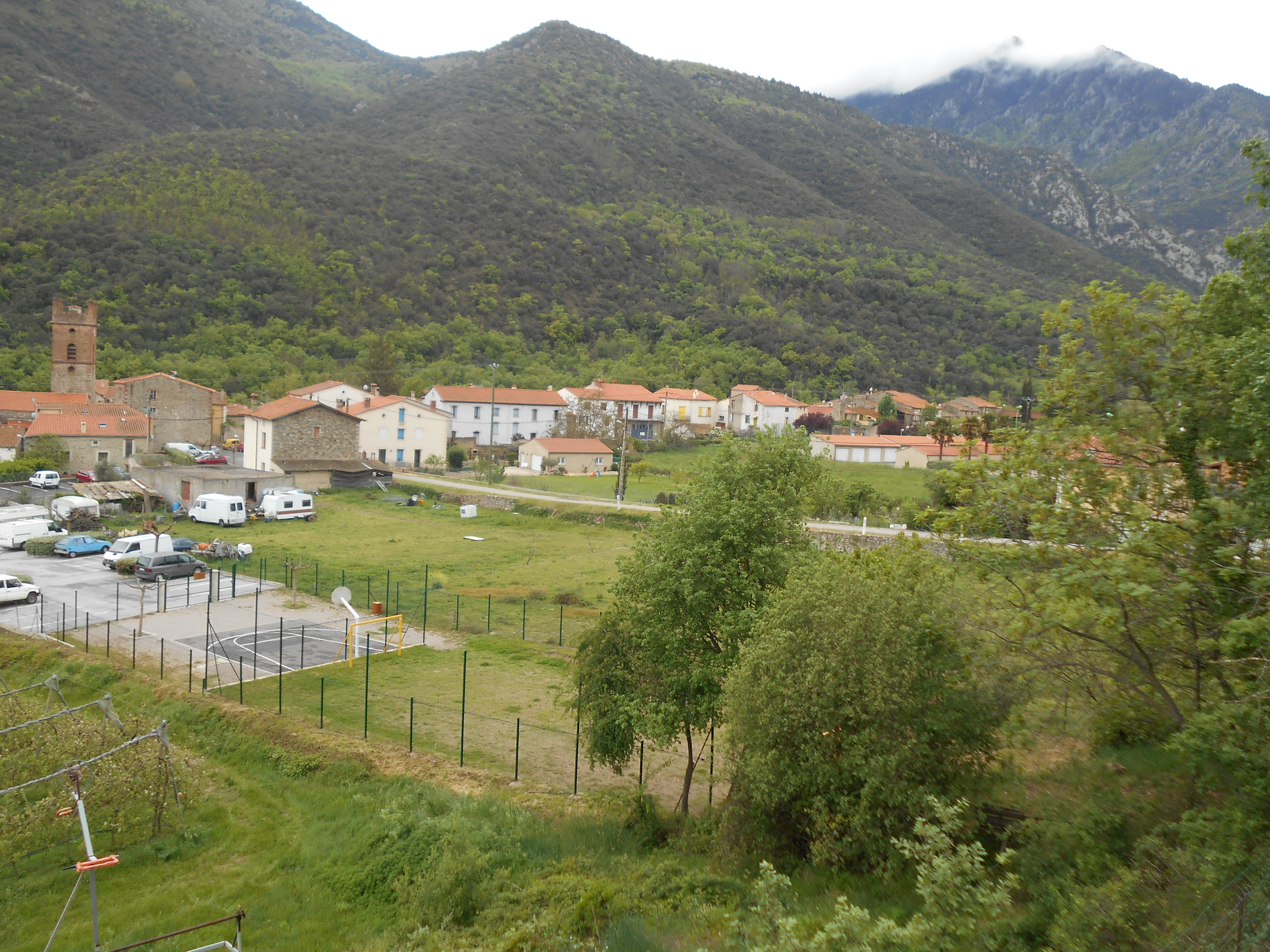
La Ferreria

El barri de la Ferreria és el principal barri d'eixamplament d'Estoer. Situat al sud-oest del nucli urbà, ocupa el lloc on antigament hi hagué la ferreria on es tractava el material extret de la mina de ferro existent al terme.

### Seners
El poble de Seners, documentat fins a darreries de l'edat mitjana, a principis del segle xix ja era del tot desaparegut (no apareix en el Cadastre napoleònic del 1812). Era a la dreta del riu Llec, a prop de l'església de Sant Joan de Seners, que s'ha conservat.

### Llec
El poble de Llec està documentat al llarg de l'edat mitjana, època en què devia desaparèixer: tampoc no apareix en el Cadastre napoleònic del 1812. Era a l'esquerra del Llec, a l'entorn d'on actualment hi ha el Mas de Llec. Hi havia hagut l'església de Sant Salvador de Llec.

### Els masos del terme
Les construccions aïllades del terme d'Estoer són la Casa de la Farga, o Casa Ponç, el Cortal de Campanyoles, el Cortal de les Comes, el Cortal de les Malloles, el Cortal de l'Espaülla, abans Cortal Jaubert, el Cortal de l'Orjola, abans Cortal Pieris, el Cortal dels Cóms, el Cortal dels Gronells, el Cortal de Millanes, el Cortal d'en Peroi, o Cortal Monceu, el Cortal de Pilona, el Cortal de Rodes, Estela, la Farga d'en Montsegur, el Mas d'en Viernis, abans Cortal d'en Jaume, el Molí d'Estoer, abans Molí de l'Oli, la Molina Nova, la Molina Vella, o la Molina, o la Casa de l'ONF de la Molina, el Refugi del Mas Meler, abans Mas Meler, o d'en Ponç, i la Teuleria d'en Fogar. Algunes són en ruïnes, com Can, o Mas, Bordissa, el Faig, la Farga de la Molina, o del Llec, o, simplement, la Farga, el Mas, o Mas del Llec, el Mas d'en Gil, i d'altres són noms antics, ja en desús, pel fet que la construcció rural ha desaparegut, com el Cortal del Bord, el Cortal del Miquelet, el Cortal d'en Bordissa, el Cortal d'en Guillamara, o Cortal Ixart, el Cortal d'en Jaume, o Cortal Pavia, el Cortal d'en Mir, el Cortal d'en Ponç, el Cortal d'en Romeu, el Cortal d'en Terrena, el Cortal Riurell i el Molí del Llec. A part cal esmentar l'Oratori, al límit del terme al nord-est del poble d'Estoer, l'església romànica de Sant Joan de Seners, i l'església desapareguda de Sant Salvador de Llec, l'Iglesi.

### Hidrologia
La meitat nord del terme d'Estoer, plana i ben regada pel riu el Llec, ha estat tradicionalment una zona propícia al regadiu i a l'existència de molins. Així, hi ha una sèrie de canals d'irrigació, com l'Ambega del Molí, l'Ambega del Pujol, l'Ambega d'en Maria, abans d'en Mercer, el Botàs, el Rec de Boera, el Rec de les Burgueres, el Rec del Prat de Dalt, el Rec del Prat Petit, el Rec d'en Montsegur, el Rec Major, el Rec Nou del Mas de Llec, el Rec Nou del Mas Meler, el Rec Nou del Bogallar, el Rec Vell, o del Camp de l'Iglesi, el Rec Vell del Prat de Casa i el Rec Vell del Prat Meler. Cuirosament, a Estoer els anomenats canals són en realitat torrents.
El Llec articula de sud a nord el terme d'Estoer, amb el seu traçat molt sinuós. Es considera que es forma a la Farga, o Farga, del Llec, per la unió dels còrrecs de Prat Cabrera i del Salze, cadascun dels quals hi aporta d'altres còrrecs: el de Prat Cabrera, el de les Collisses, o del Faig, la Canal de la Font de l'Avet, la Canal del Roc de Cardenius, la Canal del Coll de la Tronca, com a més importants; el Còrrec del Salze, el dels Cortalets, el del Solà de Sant Joan, el de Sant Joan (un dels dos amb aquest nom) i el de la Socarrada.
Ja com a Llec, el riu travessa les Gorges del Llec i comença a rebre tot un conjunt d'afluències que provenen de les dues altes carenes que emmarquen la vall del Llec i el terme comunal d'Estoer. Així, rep per l'esquerra el Còrrec de les Beçoses, abans, de la Beçosa, el de Vallardera, per la dreta el Canal del Roc de Jocavell, per l'esquerra el Còrrec de la Jaça de l'Espaülla i el Canal de les Abelles, per la dreta, el Canal del Perer, per l'esquerra el Canal de la Miqueleta, per la dreta el Còrrec de la Faja, el d'en Gil, fins que a Neret rep per l'esquerra el Còrrec d'Aigües Sordes, que hi aporta els còrrecs de l'Orri i de l'Isard, el Canal Fosc, el Canal de la Cova d'en Dotres, el Canal de la Redolta.
Tot seguit rep per l'esquerra el Còrrec de la Guillamara, després el Canal de la Devesa i posteriorment el Còrrec del Roc dels Moros, el de les Ferreres i el del Coll del Forn, aquest darrer en el lloc on hi ha la Cascada de les Fous; després, ara per la dreta, aflueix el Còrrec d'En Neret, i poc després, prop de l'indret on hi ha la capella de Sant Joan de Seners, el Còrrec de Sant Joan (el segon, d'aquest nom). Encara per la dreta, hi arriba el Còrrec de Millanes, antigament de la Mill. Tot seguit, per l'esquerra el Còrrec del Tuire i per la dreta el d'en Parès, i després arriben alhora per l'esquerra el Còrrec de la Roera i per la dreta el de Rodes. Arribant ja al poble d'Estoer, per la dreta hi aflueix el Còrrec de Pilona. Al costat sud-est del poble, hi arriba el Còrrec de Viernis, de llarg recorregut, que abans ha recollit els còrrecs dels Cortals, de la Ruireda, d'en Viernis (un altre, més petit que l'anterior), d'en Monjat i de les Artigues. Altre cop directament en el Llec, rep per la dreta el Còrrec de l'Artiga (diferent de l'anterior), dels Cossinals, de les Malloles i de les Falgoses, i per l'esquerra, els còrrecs de Francó i de Bartó. Poc després el Llec abandona el terme d'Estoer per tal d'entrar en el d'Espirà de Conflent.
Al nord-oest del terme d'Estoer hi ha una petita vall que s'hi forma, però en surt en direcció al terme dels Masos. Es tracta del Còrrec dels Grecs, amb el dels Forns, el d'en Toseire, el de Seners i el d'en Selva, o de la Maria Guidó. Al nord, hi ha dos cases semblants: el Còrrec de la Coma, que agrupa els còrrecs de la Costa, de l'Orjola i de Fontanilles, i el Còrrec de les Conilleres. Finalment, a l'extrem nord-est de la comuna hi ha el Còrrec de la Ruireda (un segon amb el mateix nom), que es forma a Estoer i en marxa cap a Espirà de Conflent.
A Estoer hi ha algunes fonts, entre les quals destaquen la Font del Camp de l'Església, la del Mas d'en Viernis, la del Vern i la Font Rovillosa.

### Orografia
Molts dels topònims del terme d'Estoer indiquen formes geogràfiques, com bacs, com el Bac dels Grecs; balmes, com la Balma d'en Bordissa, o, senzillament, la Balma; boscs, com el Bosc de la Creu, el Bosc d'en Peroi, o Vallardera de n'Aubert, el Bosc d'en Selva; clots, com els Clots d'Estavell, collades, com la Collada dels Cabrits, la Collada dels Cirerers, la Collada d'en Jaume, la Collada del Teixó, la Collada Grossa, la Collada Petita, el Coll de la Gallina, el Coll de la Martra, la Collada de la Tronca, el Coll del Forn, el Coll dels Grecs, el Collet dels Becís, les Collisses Baixes, les Collisses Naltes, o de Dalt, el Pas de les Truges i el Ras dels Cortalets; comes, com les Comes; coves, com la Cova de Rabitxó; muntanyes, com el Pic de Pradells, el Puig dels Becís, el Puig dels Moros, el Puig de Martines, el Puig d'en Toseire, el Ras de Prat Cabrera, el Roc de Cardenius, el Roc de Jocavell, el Roc de la Collada, el Roc de l'Agla, el Roc de l'Escala, el Roc del Miquelet, el Roc dels Moros, el Roc Mosquit, la Socarrada, o Puig de la Socarrada, els Tres Avets i la Tronca; plans, com el Pla de Seners; serres i serrats, com la Serra de la Ramonda, la del Roc de l'Escala i la de Sant Joan, el Serrat del Bosc de la Creu, el de Sant Joan i el del Vitó; solanes, com el Solà de la Socarrada, el del Barbet, el dels Grecs i la Solana de Sant Joan.

### El terme comunal
Les partides i indrets específics del terme d'Estoer són: l'Artiga Grossa, l'Artiga Petita, les Artigues, l'Estella (nom antic, ara en desús), el Balegar, Bartó, les Becedes, els Becís, el Bogallar, les Burgueres, Campanyoles, el Camp del Cabrer, el Camp de l'Església, el Camp del Mener, el Camp d'en Corrils, Campomany, els Camps del Mas, el Canal de la Miqueleta, el Canal de les Abelles, el Canal del Perer, el Canal de la Redolta, o Canal Redoltar, el Canyer, el Clauell de l'Església, els Cóms, Conilleres, el Còrrec de la Costa, els Cortals, Cossinals, la Costa, la Devesa, els Escalets, l'Espaülla, l'Esquena d'Ase, el Faig, la Faja, les Falgoses, la Farga (dos llocs diferents amb aquest nom), les Feixes de la Miqueleta, les Ferreres, Fontanilles, la Font de l'Avet, Font Rovillada, Francó, les Gorges del Llec, els Grecs, els Gronells, la Guillamara, la Jaça de les Terres d'en Selva, la Jaça dels Gronells, la Jaça de l'Espaülla, la Jaça dels Porcs, la Jaça d'en Peroi, la Jaça d'en Romeu, la Jaça d'en Terrena, o d'en Gasparó, la Jaça de Prat Cabrera, el Llec, les Malloles, Marvet, el Mas d'en Borrell, el Mener de l'Or, els Meners, o la Mina del Llec, abans el Mener, Millanes, el Moll, el Morriador, Neret, l'Orjola, els Pedreguets, el Pelat, Pilona, les Polleres, o Espolleres, Prat Cabrera, el Prat de Casa, el Prat de Dalt, el Prat de l'Orri, el Prat d'en Salze, Prat Meler, el Prat Petit, Riba Roja, Rodes, la Roera, la Ruireda, les Saleres, Sant Joan, els Seners de Dalt, la Tartera, les Tarteres d'en Gil, la Terma, Terres d'en Selva, els Tres Avets, el Tuire, Vallardera i Viernis.

## Transports i comunicacions

### Carreteres
Una sola carretera travessa el sector nord-est del terme d'Estoer: la D - 55 (D - 25, a Espirà de Conflent - Estoer), que uneix Estoer amb la resta del Conflent a través d'Espirà de Conflent. Aquesta darrera població és a uns 2 quilòmetres d'Estoer.

### Transport públic col·lectiu
Estoer no té cap servei de transport públic habitual. Com altres pobles petits, disposa del TAD (Transport a la demanda).

### Els camins del terme
Pel terme d'Estoer discorre una part del camí de Gran Recorregut (GR) 10, anomenat Balcó del Canigó, que també hi té una variant. Hi ha alguns camins que uneixen Estoer amb els pobles i termes veïns, com el Camí de Clarà, el de la Balma d'en Bordissa, o de Vallestàvia, el de Vallestàvia a la Farga de Llec, el dels Masos, el de Vallestàvia, el de Villerac, el de Villerac a Espirà, el Camí Vell de Finestret i la Ruta d'Espirà. La resta, són camins interns del terme: Camí de Baix, Camí de Dalt, o Nou de la Farga, el Camí de les Malloles, el Camí de l'Orjola, el Camí del Salze, el Camí dels Cóms, el Camí dels Cortalets, el Camí de Millanes, el Camí de Prat Cabrera, o de la Farga, o de la Molina i Prat Cabrera, el Camí de Viernis i la Ruta Forestal de Llec, o Camí de la Farga de Llec.

## Activitats econòmiques
L'activitat econòmica d'Estoer es basava tradicionalment en l'explotació dels recursos naturals, sobretot basada en el bosc i les pastures. La part plana dels voltants del poble admeten la possibilitat de desenvolupar-hi activitats agrícoles, però aquesta possibilitat es redueix a menys d'un centenar d'hectàrees aptes, que permeten l'existència d'unes 30 explotacions. S'hi conreen arbres fruiters (presseguers, pomeres, cireres i albercoquers), vinya, hortalisses i pastures i farratges. Hi ha menys d'una vintena de caps de bestiar boví, més d'un centenar d'oví i uns 25 caps de cabrum.

## Història

### Edat mitjana
Documentat des del 879, Astovere era propietat alodial dels vescomtes de Conflent, alou que anà creixent al llarg dels segles següents, en què apareix documentat diverses vegades (per exemple, el 1011, quan apareix com a Astoer, o el 1294, Estoher). Malgrat una donació al bisbe d'Urgell del 1033, a la primera meitat del segle xii consten com a senyors d'Estoer els membres de la casa d'Urtx. El 1298 Gueraula d'Urtx, filla i hereva de Galceran d'Urtx j casada amb Arnau de Cortsaví, vengué aquesta senyoria, juntament amb la majoria de possessions que tenia, al seu cosí germà Pere de Fenollet. Aquest darrer, el 1353 disposà en el seu testament la venda d'Estoer per tal de pagar els seus deutes.

### Edat Moderna
A començaments del segle xvii consta com a senyor d'Estoer Francesc de Taquí, fill de Llorenç de Taquí i d'Àngela d'Oms i de Sentmenat, i posteriorment, ja vers el final de l'Antic Règim, el senyor que consta és Pedro de Alcántara Fernández de Córdoba y Moncada, Marquès d'Aitona.

## Demografia

### Demografia antiga
La població està expressada en nombre de focs (f) o d'habitants (h)
| 21 f | 36 f | 21 f | 22 f | 25 f | 24 f | 79 f | 64 f | 426 h | 387 h | 80 f |

Notes:
- 1358: dels quals, 8 f per a Llec i 13 per a Seners;
- 1365: dels quals, 10 f per a Llec i 8 per a Seners;
- 1378: dels quals, 4 f per a Llec i 5 per a Seners.

### Demografia contemporània
| Evolució de la població |      |      |      |      |      |      |      |      |
| 1793                    | 1800 | 1806 | 1821 | 1831 | 1836 | 1841 | 1846 | 1851 |
| 309                     | 410  | 445  | 474  | 495  | 539  | 560  | 532  | 587  |

| 1856 | 1861 | 1866 | 1872 | 1876 | 1881 | 1886 | 1891 | 1896 |
| ---- | ---- | ---- | ---- | ---- | ---- | ---- | ---- | ---- |
| 524  | 496  | 520  | 521  | 531  | 503  | 388  | 402  | 357  |

| 1901 | 1906 | 1911 | 1921 | 1926 | 1931 | 1936 | 1946 | 1954 |
| ---- | ---- | ---- | ---- | ---- | ---- | ---- | ---- | ---- |
| 329  | 332  | 314  | 284  | 268  | 225  | 202  | 202  | 164  |

| 1962 | 1968 | 1975 | 1982 | 1990 | 1999 | 2007 | 2011 | 2014 |
| ---- | ---- | ---- | ---- | ---- | ---- | ---- | ---- | ---- |
| 160  | 165  | 127  | 115  | 124  | 134  | 154  | 155  | 155  |

Fonts: Ldh/EHESS/Cassini fins al 1999, després INSEE a partir deL 2004

### Evolució de la població

Població 1962-2008

## Administració i política

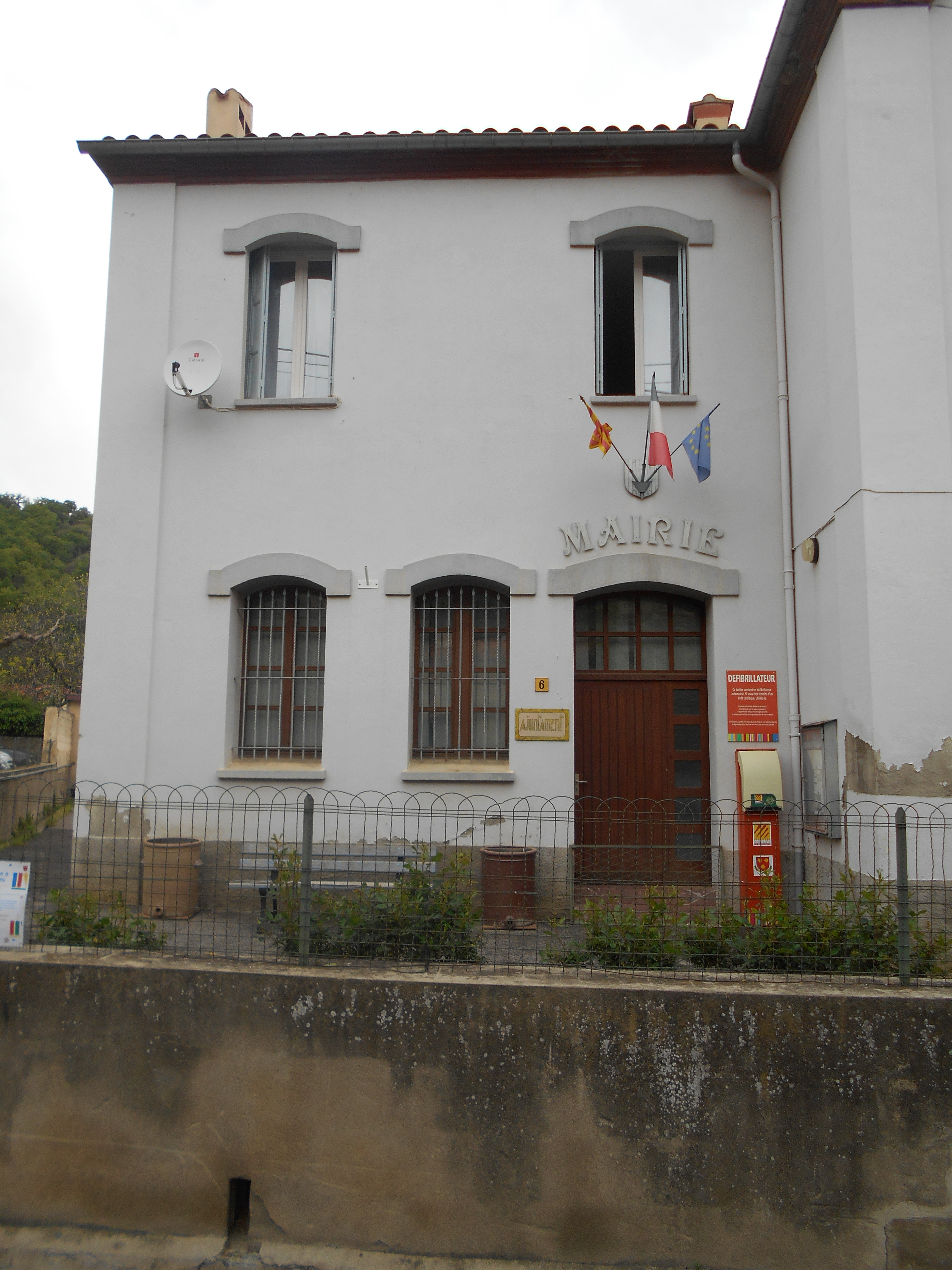
Casa del Comú d'Estoer

### Batlles
| Alcalde            | Període                       |
| ------------------ | ----------------------------- |
| René Figa          | Març del 2001 - Març del 2008 |
| Marie-Édith Péral  | Març del 2008 - Març del 2014 |
| Jean-Jacques Jordi | Març del 2014 - Maig del 2014 |
| Louis Ques         | Maig del 2014 - Moment actual |

### Legislatura 2014 - 2020

#### Batlle
- Louis Ques.

#### Adjunt al batlle[12]
- 1r: Patrick Margouet
- 2n: Laurent Guillaume.

#### Consellers municipals
- José Carreira Xavier
- Laetitia Micci Franco
- Marie-Édith Péral
- Michel Saint Martino
- Jean-Jacques Jordi
- Richard Palet
- Antoine Pozzi
- Jean-Michel Solatges.

### Adscripció cantonal

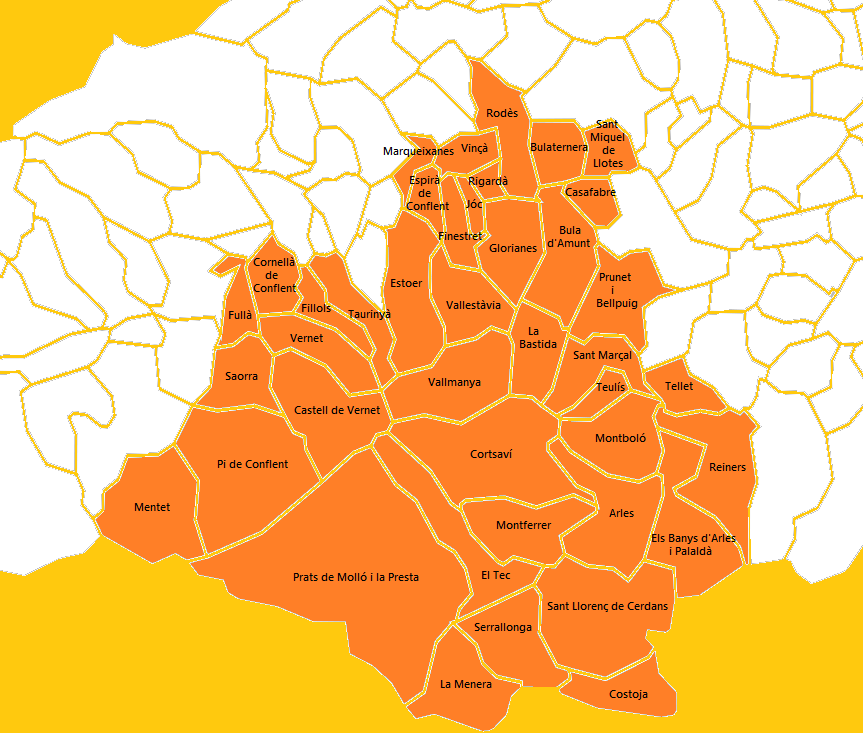
Mapa del Cantó del Canigó

A les eleccions cantonals del 2015 Estoer ha estat inclòs en el cantó número 2, denominat El Canigó, amb capitalitat al poble dels Banys d'Arles, de la comuna dels Banys i Palaldà. Està format per les viles d'Arles, Prats de Molló i la Presta, Sant Llorenç de Cerdans, del Vallespir, i Vinçà, del Rosselló, i els pobles del Conflent de Castell de Vernet, Cornellà de Conflent, Espirà de Conflent, Estoer, Fillols, Finestret, Fullà, Glorianes, Jóc, Marqueixanes, Mentet, Pi de Conflent, Rigardà, Rodès, Saorra, Taurinyà, Vallestàvia, Vallmanya i Vernet, els del Rosselló de la Bastida, Bula d'Amunt, Bulaternera, Casafabre, Prunet i Bellpuig, Sant Marçal, Sant Miquel de Llotes, Tellet i Teulís, i els del Vallespir dels Banys i Palaldà, Cortsaví, Costoja, la Menera, Montboló, Montferrer, Reiners, Serrallonga i el Tec forma part del cantó número 2, del Canigó (nova agrupació de comunes fruit de la reestructuració cantonal feta amb motiu de les eleccions cantonals i departamentals del 2015). Són conselleres per aquest cantó Ségolène Neuville i Alexandre Reynal, tots dos del Partit Socialista francès.

### Serveis comunals mancomunats
Estoer forma part de la Comunitat de comunes de Conflent - Canigó, amb capitalitat a Prada, juntament amb Prada, Arboçols, Campome, Campossí, Canavelles, Castell de Vernet, Catllà, Clarà i Villerac, Codalet, Conat, Cornellà de Conflent, Escaró, Espirà de Conflent, Eus, Fillols, Finestret, Fontpedrosa, Fullà, Jóc, Jújols, Marqueixanes, els Masos, Mentet, Molig, Mosset, Noedes, Nyer, Oleta i Èvol, Orbanyà, Orellà, Pi de Conflent, Rià i Cirac, Rigardà, Saorra, Serdinyà, Soanyes, Sornià, Tarerac, Taurinyà, Toès i Entrevalls, Trevillac, Vallestàvia, Vallmanya, Vernet, Vilafranca de Conflent i Vinçà.

## Ensenyament i Cultura
Estoer no té actualment cap centre d'ensenyament, atesa la poca població de la comuna. Els centres d'ensenyament maternal i primari més propers són els públics de Marqueixanes, els Masos, Prada, Taurinyà, o Vinçà. Pel que fa a secundària, els col·legis d'Arles, Estagell, Illa o Prada, i els liceus de Prada per al batxillerat.

## Llocs i monuments
- Sant Esteve d'Estoer, església romànica
- Sant Joan de Seners